# Tlalixtaquilla de Maldonado
Tlalixtaquilla de Maldonado é um município do estado de Guerrero, no México.